# Nothosubspecies
In de plantentaxonomie is een nothosubspecies een hybride tussen twee ondersoorten. Net als nothospecies hebben nothosubspecies een hybridennaam in de taxonomische rang van ondersoort, waarbij zij een nothosubspecifiek epitheton krijgen waarvoor een vermenigvuldigingsteken (×) wordt geplaatst.

## Etymologie
Het woord 'nothosubspecies' komt van het Griekse nothos (bastaard) en subspecies (ondersoort).